# مارلون فری
مارلون فِرِی (زاده ۲۴ مارس ۱۹۹۶)، بازیکن فوتبال آلمانی است که به عنوان هافبک برای اس‌وی زاندهاوزن بازی می‌کند.

## دوران باشگاهی
فری در سال ۲۰۰۴ به بایر ۰۴ لورکوزن پیوست و در سال ۲۰۱۵، به تیم بزرگسالان این باشگاه راه یافت. او نخستین بازی خود در بوندس لیگا را در تاریخ ۱۲ دسامبر ۲۰۱۵ و در برابر بروسیا مونشن‌گلادباخ انجام داد. وی در دقیقه ۸۷ این مسابقه، جایگزین کوین کمپل در زمین مسابقه شد تا شریک برد خانگی ۵ بر صفر تیمش باشد. او در فصل ۲۰۱۶–۱۷، به صورت قرضی به کایزرسلاوترن پیوست تا ۱۱ بازی برای این تیم در بوندس‌لیگا ۲ انجام دهد. با پایان یافتن مهلت قرارداد در سال ۲۰۱۸، او از این باشگاه جدا شد.
فری در تاریخ ۳۰ اوت ۲۰۱۸، با قراردادی یک ساله به پی‌اس‌وی آیندهوون پیوست تا برای باشگاه پی‌اس‌وی آیندهوون جوان بازی کند.
باشگاه فوتبال اس‌وی زاندهاوزن در تاریخ ۳۱ مه ۲۰۱۹ اعلام کرد که فری با قراردادی دو ساله به این باشگاه پیوسته‌است.